# Giro de Lombardía 1976
El Giro de Lombardía 1976, la 70.ª edición de esta clásica ciclista, se disputó el 9 de octubre de 1976, con un recorrido de 253 km entre Milán y Como. El vencedor final fue el belga Roger De Vlaeminck, por delante del francés Bernard Thévenet y el italiano Wladimiro Panizza. 

## Clasificación final
| Posición | Ciclista           | Equipo                 | Tiempo     |
| -------- | ------------------ | ---------------------- | ---------- |
| 1        | Roger De Vlaeminck | Brooklyn               | 6h 26' 00" |
| 2        | Bernard Thévenet   | Peugeot-Esso-Michelin  | m. t.      |
| 3        | Wladimiro Panizza  | Scic-Colnago           | m. t.      |
| 4        | Joop Zoetemelk     | Gan-Mercier-Hutchinson | m. t.      |
| 5        | Raymond Poulidor   | Gan-Mercier-Hutchinson | m. t.      |
| 6        | Francesco Moser    | Sanson-Benotto         | + 1'12     |
| 7        | Frans Verbeeck     | Ijsboerke-Colnago      | m. t.      |
| 8        | Franco Bitossi     | Zonca-Santini          | m. t.      |
| 9        | Constantino Conti  | Magniflex-Torpado      | m. t.      |
| 10       | Walter Riccomi     | Scic-Colnago           | m. t.      |